# 铁锈帘心蛤
铁锈帘心蛤（学名：Megacardita ferruginosa）是心蛤目算盘蛤科帘心蛤屬的一個物種。

## 分佈
本物種分佈於韩国、中国大陆、台湾。常栖息在潮下带至23米。